# Хімесіма
33°43′28″ пн. ш. 131°38′43″ сх. д. / 33.72444° пн. ш. 131.64528° сх. д.
Хімесіма (яп. 姫島村) — село в Японії, в префектурі Ойта.